# Otto Untersalmberger
Otto Untersalmberger (* 4. September 1906 in Bozen; † 9. Dezember 2001 in Wien, Österreich) war ein österreichischer Tontechniker mit einer knapp drei Jahrzehnte umfassenden Tätigkeit beim italienischen, reichsdeutschen und vor allem beim österreichischen Film.

## Leben
Über Untersalmbergers Werdegang ist kaum etwas bekannt. Er ging nach seiner technischen Ausbildung nach Rom, wo er seit den ausgehenden 1930er Jahren in Cinecittà gut beschäftigt war. Sein Spezialgebiet wurden Romanzen und Edelschnulzen aber auch Opern, Operetten und Musikfilme mit Beniamino Gigli. Einige dieser Filme entstanden, infolge der Annäherung der faschistischen Regime Hitlers und Mussolinis, in italienisch-deutscher Gemeinschaftsproduktion. 1940 beendete Untersalmberger sein italienisches Intermezzo und kehrte nach Wien zurück. Dort setzte er 1941 mit dem antisemitischen, nationalsozialistischen Propagandafilm Wien 1910 seine Filmarbeit fort. In kürzester Zeit avancierte Otto Untersalmberger zum, neben dem zwei Jahre älteren Kollegen Herbert Janeczka, mit dem er in den 1950er Jahren mehrmals zusammenarbeiten sollte, wichtigsten Tontechniker des österreichischen Films.
In dieser Zeit arbeitete Untersalmberger mit den führenden Regisseuren seines Landes zusammen, darunter Gustav Ucicky (Der gebieterische Ruf, Der Seelenbräu, Cordula, Die Heilige und ihr Narr, Das Erbe von Björndal), Géza von Cziffra (Liebe nach Noten, Das unsterbliche Antlitz, Der himmlische Walzer, Höllische Liebe), Wolfgang Liebeneiner (1. April 2000), Ernst Marischka (Mädchenjahre einer Königin, Die Deutschmeister), G. W. Pabst (Der letzte Akt), Josef von Báky (Fuhrmann Henschel), Willi Forst (Frauen sind keine Engel, Kaiserjäger, Wien, du Stadt meiner Träume), erneut “Wien 1910”-Regisseur E. W. Emo (Ober, zahlen!), Gottfried Reinhardt (Jedermann), Eduard von Borsody (Hab’ ich nur Deine Liebe, Romanze in Venedig), Franz Antel (… und ewig knallen die Räuber) und Alfred Weidenmann (Das große Liebesspiel). 1963 zog sich Untersalmberger aus der Filmbranche zurück.
Was er in seinen verbleibenden knapp vier Lebensjahrzehnten beruflich tat, ist nicht bekannt. Otto Untersalmberger starb im hohen Alter von 95 Jahren und wurde zehn Tage später auf dem Sieveringer Friedhof beerdigt.

## Filmografie
- 1936: Lohengrin
- 1938: Unsere kleine Frau
- 1938: Dir gehört mein Herz
- 1938: Batticuore
- 1939: Piccolo hotel
- 1939: Der singende Tor
- 1939: La casa lontana (italienische Fassung von Der singende Tor)
- 1939: Skandal um Dora (Dora Nelson)
- 1940: Pazza di gioia
- 1940: Ritorno
- 1940: La canzone rubata
- 1942: Wien 1910
- 1942: Sommerliebe
- 1942: Zwei glückliche Menschen
- 1943: Reisebekanntschaft
- 1943: Frauen sind keine Engel
- 1944: Der gebieterische Ruf
- 1944: Glück bei Frauen
- 1947: Liebe nach Noten
- 1947: Triumph der Liebe
- 1947: Das unsterbliche Antlitz
- 1948: Ein Mann gehört ins Haus
- 1948: Der himmlische Walzer
- 1948: Fregola
- 1949: Lambert fühlt sich bedroht
- 1949: Höllische Liebe
- 1949: Eroica
- 1950: Der Seelenbräu
- 1950: Cordula
- 1951: Wien tanzt
- 1952: Abenteuer in Wien
- 1952: 1. April 2000
- 1953: 3 von denen man spricht
- 1953: Hab’ ich nur Deine Liebe
- 1954: Mädchenjahre einer Königin
- 1954: Der Förster vom Silberwald (Echo der Berge)
- 1954: Der letzte Akt
- 1955: Die Deutschmeister
- 1956: Fuhrmann Henschel
- 1956: Kaiserjäger
- 1957: Ober, zahlen!
- 1957: Der schönste Tag meines Lebens
- 1957: Die Heilige und ihr Narr
- 1957: Wien, du Stadt meiner Träume
- 1960: Meine Nichte tut das nicht
- 1960: Das Erbe von Björndal
- 1961: Jedermann
- 1962: Romanze in Venedig
- 1962: … und ewig knallen die Räuber
- 1963: Das große Liebesspiel